# Święta wojna (pieśń)
Święta wojna (Свяще́нная война́, dosłownie uświęcona wojna) – radziecka pieśń z czasów II wojny światowej.
Słowa do niej napisał Wasilij Lebiediew-Kumacz w 1941 roku po ataku Niemiec nazistowskich na ZSRR, prawdopodobnie wzorując się na wcześniej istniejącym wierszu. 
Autorstwo muzyki nie jest w pełni sprecyzowane. Wedle oficjalnej wersji, została skomponowana przez Aleksandra Aleksandrowa – założyciela Chóru Aleksandrowa, kompozytora muzyki do hymnu ZSRR (używanej też w hymnie Federacji Rosyjskiej). Jednak, jak twierdzą ukraińscy badacze, melodia ta jest nieco zdeformowaną formą ukraińskiej pieśni patriotycznej „Powstań, powstań ludu mój!” (ukr. Повстань, повстань народе мій!), która powstała w 1919 r. i była śpiewana przez krzyworoskie oddziały żołnierzy URL, a następnie w 1941 r. miała być wykorzystana przez władze radzieckie, ze względu na swój marszowy, zagrzewający do walki charakter.
Polskie tłumaczenie poetyckie opracował Krzysztof Gruszczyński . Znana jest także wersja pt. „Żołnierzu do szeregu stań”, w której drugą zwrotkę zmieniono, bez odniesień do Związku Radzieckiego.

## Tekst piosenki
| Tekst rosyjski Вставай, страна огромная, Вставай на смертный бой С фашистской силой тёмною, С проклятою ордой. (Припев × 2): Пусть ярость благородная Вскипает, как волна! Идёт война народная, Свяще́нная война́! Дадим отпор душителям Всех пламенных идей, Насильникам, грабителям, Мучителям людей! (Припев) Не смеют крылья чёрные Над Родиной летать, Поля её просторные Не смеет враг топтать! (Припев) Гнилой фашистской нечисти Загоним пулю в лоб, Отребью человечества Сколотим крепкий гроб! (Припев × 2) | Transkrypcja trb. Wstawaj, strana ogromnaja, Wstawaj na smiertnyj boj S faszystskoj siłoj tiomnoju, S proklatoju ordoj. (Pripiew × 2): Pust´ jarost´ błagorodnaja Wskipajet, kak wołna! Idiot wojna narodnaja, Swiaszczennaja wojna! Dadim otpor duszytielam Wsiech płamiennych idiej, Nasilnikam, grabitielam, Muczitielam ludiej! (Pripiew) Nie smiejut krylja czornyje Nad Rodinoj letat´, Pola jejo prostornyje Nie smiejet wrag toptat´! (Pripiew) Gniłoj faszystskoj nieczisti Zagonim pulu w łob, Otriebju czełowieczestwa Skołotim kriepkij grob! (Pripiew × 2) | Tłumaczenie dosłowne (pol.) Wstawaj, kraju ogromny, Wstawaj na śmiertelny bój Z faszystowską ciemną siłą, Z przeklętą hordą. (Refren × 2): Niechaj szlachetna złość Zakipi, jak fala! Nadchodzi wojna ludowa, Święta wojna! Damy odpór dusicielom Wszystkich płomiennych idei, Gwałcicielom, grabieżcom, Dręczycielom ludzi! (Refren) Nie śmią skrzydła czarne Nad Ojczyzną latać, Pól jej bezkresnych Nie śmie wróg deptać! (Refren) Zgniłej faszystowskiej nieczystości Wbijemy kulę w czoło, Odszczepieńcom ludzkości Zbijemy mocną trumnę! (Refren × 2) |

## Nawiązania
Fragment melodii Świętej wojny Przemysław Gintrowski wkomponował w końcową część utworu Autoportret Witkacego.
Fragment tekstu pieśni pojawił się w książce Dmitrija Głuchowskiego Metro 2033. W tłumaczeniu polskim wydawnictwa Insignis pieśń została przetłumaczona.